# Шило, Георгий Аполлонович
Георгий Аполлонович Шило (1925—1996) — советский военнослужащий, гвардии сержант, Герой Советского Союза, участник Великой Отечественной войны.

## Биография

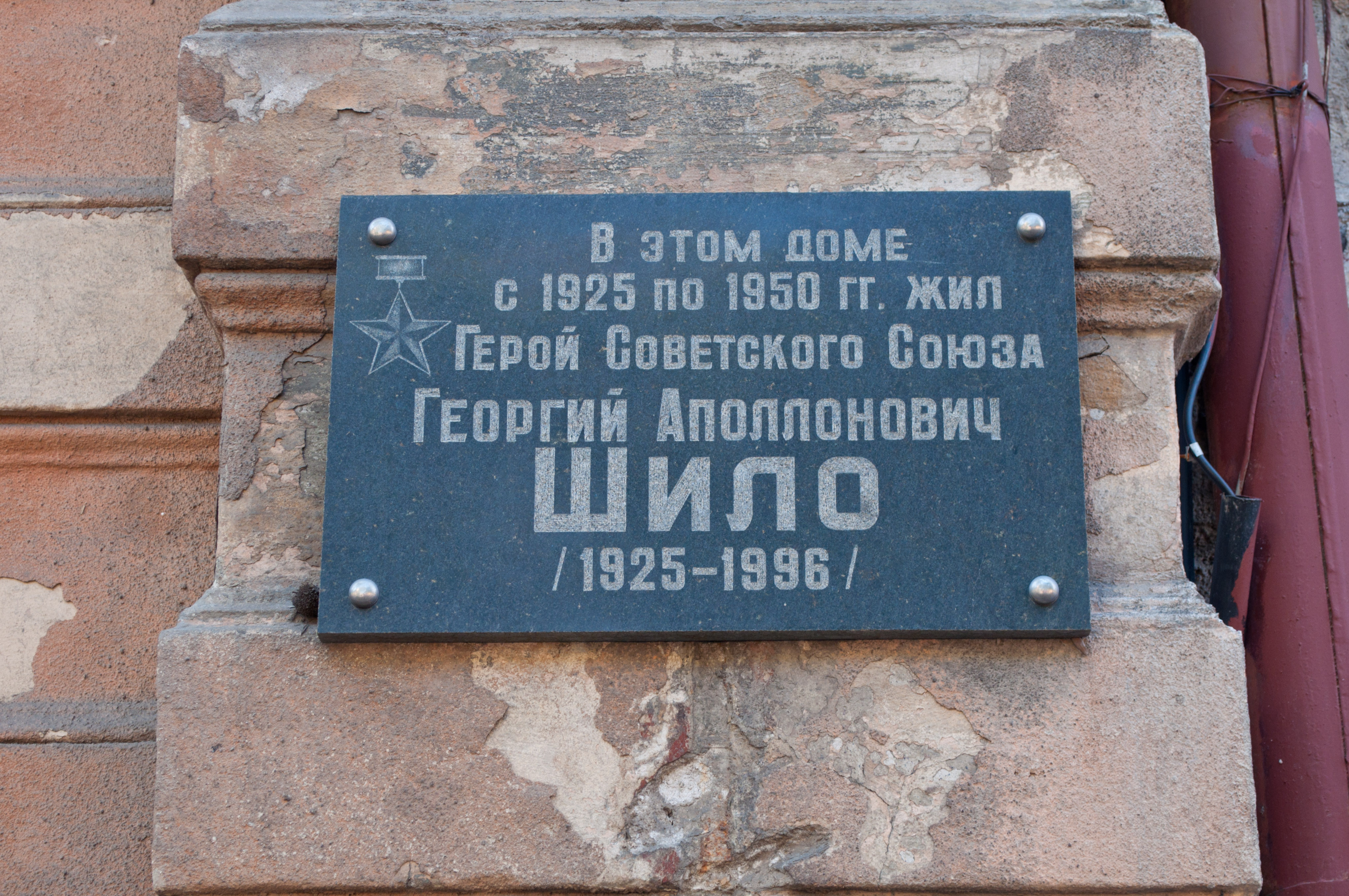
Софиевская, д. 8

Родился 23 октября 1925 год в городе Одессе. Русский. Отец Георгия воевал вместе с Котовским, хорошо знал командарма Якира. За отвагу и храбрость награждался Реввоенсоветом республики.
В Красной армии Георгий с апреля 1944 года. Воевал на 2-м и 3-м Украинских фронтах. Помощник командира взвода, гвардии сержант, стал участником освобождения Украины, Румынии, Болгарии, Югославии. Отличился в боях в Венгрии. Был трижды ранен.
В бою за который он был впоследствии награждён Звездой Героя, ему осколком оторвало руку. Но он продолжал драться. В этом бою за город Вечеш гвардии сержант Шило подбил три танка, одну бронемашину, уничтожил 72 гитлеровца.
За образцовое выполнение боевых заданий командования в борьбе с фашистскими захватчиками и проявленные при этом отвагу и геройство Указом Президиума Верховного Совета СССР от 24 марта 1945 года помощнику командира стрелкового взвода 260-го гвардейского стрелкового полка 86-й гвардейской стрелковой дивизии гвардии сержанту Шило Г. А. присвоено звание Героя Советского Союза.
В 1948 году окончил среднюю школу, затем Одесский торговый техникум. В 1952 году — Донецкий торгово-технологический институт. В 1949 году стал членом КПСС.
После окончания института жил и работал в городе Одессе. Являлся заместителем начальника морского пассажирского агентства Черноморского морского пароходства.
Умер в 1996 году. Похоронен на 2-м Христианском кладбище города Одессы.
У Георгия Аполлоновича остался сын — Шило Виктор Георгиевич (1949 г.р.), проживает в Одессе, пенсионер. Внук, Шило Игорь Викторович (1976 г.р.), также проживает в Одессе, является директором департамента экономического развития Одесского городского совета.

## Награды
- Звезда Героя Советского Союза;
- орден Ленина;
- орден Отечественной войны 1 степени;
- медали.